# Daniel Nyhlén
Leif Daniel Mattias Nyhlén, född 5 december 1975 i Trollhättan, är en svensk journalist, IT-entreprenör och författare. Han är grundare och ägare till olika mediebolag samt webbtidningar, däribland Stoppa Pressarna! och Allt om Kungligt.

## Karriär

### Journalist
Daniel Nyhlén är uppväxt i Sollebrunn i Alingsås kommun. Efter studier på journalistlinjen vid Ljungskile folkhögskola och Göteborgs universitet har han varit verksam som reporter, redaktör, nyhetschef och chefredaktör. Han har arbetat på Alingsås Tidning, Expressen, Vecko-Revyn, TV3, Se & Hör, Hänt Extra, Svensk Damtidning, Aftonbladet och som programledare på TV4  samt kolumnist på Metro.
På Aftonbladet bevakade Daniel Nyhlén som hov- och kändisreporter främst kungafamiljen, politiker och internationella celebriteter. Hans artiklar och olika avslöjanden fick stort genomslag. Nyhlén står bakom flera av tidningens mest uppmärksammade löpsedlar, och innehar Aftonbladets "löpsedelsrekord" med närmare 80 egenproducerade löpsedlar under ett och samma år. Han var tidningens bäst betalde reporter med en årslön på drygt en miljon kronor och Aftonbladets informationsdirektör Olof Brundin beskrev att Nyhlén hade förnyat den svenska personjournalistiken. Under sin tid på Aftonbladet utsågs Daniel Nyhlén även till landets mäktigaste medieperson på Stureplan i Stockholm.
Åren 2009 till 2010 var Nyhlén verksam vid Svensk Damtidning för andra gången där han som krönikör och expert på kungligheter förstärkte tidningens bevakning kring kronprinsessan Victorias bröllop. Han har också analyserat frågor kring kungafamiljen i SVT.

### Författare
Nyhlén har skrivit Linda Rosing-biografin Den nakna sanningen och romanen Det svarta spelet om kändis- och medievärlden på Stureplan. Inför bröllopet mellan prinsessan Madeleine och Christopher O'Neill 2013 gav Nyhlén ut biografin Prinsessan Madeleine.

### Företagande
Nyhlén var tidigare delägare i nättidningen Sourze tillsammans med Johan Staël von Holstein med ambitionen att inom fem år bli större än Aftonbladet. De båda ägarna sålde senare företaget till riskkapitalisten Bengt Stillström och hans börsnoterade investmentbolag Traction. 
Omkring 2008 startade Nyhlén företaget Skönhetsportalen AB med miljardären och tidningskvinnan Jeanette Bonnier som delägare och styrelseordförande. Företaget ägde webbtidningen Improveme.se  som ett par år efter lanseringen nådde en miljon unika besökare i veckan. Flera kända bloggare var knutna till tidningen, däribland Viktor Frisk, Natacha Peyre och Alexandra Nilsson.Bolaget hade 2011 kostat ägarna omkring sex miljoner kronor och fem år senare, i och med Bonniers död, beslutades om frivillig likvidering.
Nyhlén arbetade 2011 även med PR-relaterade frågor och medietränade artister samt personer inom svenskt näringsliv.
Den 14 juli 2019, samma dag som kronprinsessan Victoria fyllde år, lanserade Daniel Nyhlén webbtidningen Allt om Kungligt, som bevakar den svenska kungafamiljen och dess utländska motsvarigheter. Tidningen, som delvis hämtat inspiration från brittiskaThe Tatler, har cirka 250 000 läsare varje vecka.

### Stoppa Pressarna
Nyhlén äger (2021) webbtidningen Stoppa Pressarna! som han grundade år 2013. Målsättningen är att tidningens journalistik ska vara en mix av brittisk tabloid, traditionell kändisjournalistik och den amerikanska webbplatsen TMZ. 
Stoppa Pressarna har blivit uppmärksammad för en mängd avslöjanden om kändisar och makthavare, däribland toppolitikern Fredrick Federleys samboskap med en dömd pedofil. Nyheten tvingade den dåvarande EU-parlamentarikern att lämna samtliga sina uppdrag hösten 2020. Stoppa Pressarna avslöjade även skandalen i den svenska polisledningen med Linda Staaf och Mats Löfving som fick stort genomslag över landet hösten 2022 samt våren 2023. 
Tidningen lockar (2020) cirka 300 000 unika besökare i veckan.